# Bunar
Bunar es un pueblo de la municipalidad de Dobretići, en el cantón de Bosnia Central, Bosnia y Herzegovina.

## Superficie
Posee una superficie de 1,49 kilómetros cuadrados.

## Demografía
Hasta 2013 la población era de 56 habitantes, con una densidad de población de 37,6 habitantes por kilómetro cuadrado.